# Памурме
Памурме (лит. Pamurmė) — село в восточной части Литвы. Входит в состав Швенченеляйского староства Швянчёнского района. В 2011 году население Памурме составляло 10 человек.

## География
Село Памурме расположено в южной части района в Аукштайтском национальном парке. Находится в 13 километрах к северо-западу от Швенчёниса (центр района) и в 9,5 километрах от Швенчёнеляя (центр староства). Ближайшие населённые пункты: Науйи-Шаминяй и Мурмос.

## Население
| 1959                           | 1970 | 1979 | 1989 | 2001 | 2011 |
| ------------------------------ | ---- | ---- | ---- | ---- | ---- |
| 9                              | 6    | 5    | 5    | 4    | 10   |
| Гистограмма динамики населения |      |      |      |      |      |